# Гасанов, Эмиль Джамбул оглы
Эмиль Джамбул оглы Гасанов (азерб. Emil Cambul Oğlu Həsənov; род. 26 января 1988 года) — азербайджанский самбист, член национальной сборной Азербайджана по самбо, бронзовый призёр Европейских игр 2019 года, многократный призёр чемпионатов Европы и мира по самбо.

## Биография
Родился в 1988 году. В 2008 году взял бронзовую медаль чемпионате Европы в Тбилиси. В 2010 году на чемпионате Европы в Минске также занял третье место. В 2014 году на чемпионате Европы в Нарите также удостоился бронзовой медали.
На чемпионате Европы 2015 года Гасанову также удалось занять третье место. В этом же году на чемпионате мира в Касабланке Эмиль Гасанов взял серебро.
В 2016 году Гасанов занял третье место на чемпионате Европы в Казани и второе место на чемпионате мира в Софии. На чемпионате Европы 2017 года в Минске азербайджанский атлет взял серебряную медаль.
На чемпионате Европы 2018 года в Афинах Гасанов занял третье место, а на чемпионате мира этого же года в Бухаресте — второе, проиграв лишь казаху Нурболу Серикову.
В 2019 году на Европейских играх в Минске, азербайджанский спортсмен в борьбе за третье место одолел болгарского атлета Мартина Иванова и завоевал бронзовую медаль.
На чемпионате Европы 2021 года российский самбист Магомед Гаджиев победил Эмиля Гасанова в финальной схватке болевым приёмом. Гасанов не согласился с решением судей и настаивал на продолжении поединка. Своего спортсмена поддержали представители тренерского штаба и другие члены сборной Азербайджана. В результате дебатов команда Азербайджана была дисквалифицирована, а результаты её выступления аннулированы